# David Odonkor
David Odonkor (Bünde, 21 februari 1984) is een Duitse voormalig profvoetballer die als middenvelder of aanvaller speelde. Hij was van 2006 tot 2008 actief in het Duits voetbalelftal, waarvoor hij 16 interlands speelde en 1 keer scoorde.

## Biografie
Odonkor is van Ghanees-Duitse komaf. Hij brak door bij Borussia Dortmund waarmee hij in 2002 de Bundesliga won. Hij speelde bij Dortmund 75 wedstrijden en maakte twee goals. Hij maakte in 2006 een transfer naar Real Betis uit Sevilla voor een bedrag van 6,5 miljoen euro waar hij een vijfjarig contract tekende. In augustus 2008 kreeg hij een langdurige knieblessure waardoor hij lange tijd aan de kant stond. Toen hij hiervan herstelde werd hij niet meer opgesteld. In de zomer van 2011 liep zijn contract af en ging hij voor Alemannia Aachen in de 2. Bundesliga spelen. In het seizoen 2012/13 kwam hij uit voor Hoverla-Zakarpattja Oezjhorod in Oekraïne. In september 2013 besloot Odonkor wegens aanhoudend blessureleed zijn profloopbaan te beëindigen en schreef zich in bij amateurclub SC Verl.
Hij speelde zijn eerste interland op 30 mei 2006 tegen Japan. Bij het WK van 2006 werd hij verrassend geselecteerd voor het Duits voetbalelftal dat derde werd. Ook bij het EK in 2008 behoorde hij tot de selectie die de finale haalde.

## Palmares
- Bundesliga 2001-2002
- UEFA-cup: runner-up 2001-2002
- Duitse beker: runner-up 2003
- WK 2006: derde plaats
- EK 2008: runner-up

| WK-statistieken             | Club              | Positie      | W |   |   | D | A |   |   |   |
| --------------------------- | ----------------- | ------------ | - | - | - | - | - | - | - | - |
| WK voetbal 2006 - Duitsland | Borussia Dortmund | Middenvelder | 1 | 1 | 0 | 0 | 0 | 0 | 0 | 0 |

1 Lehmann ·
2 Jansen ·
3 Friedrich ·
4 Huth ·
5 Kehl ·
6 Nowotny ·
7 Schweinsteiger ·
8 Frings ·
9 Hanke ·
10 Neuville ·
11 Klose ·
12 Kahn ·
13 Ballack  ·
14 Asamoah ·
15 Hitzlsperger ·
16 Lahm ·
17 Mertesacker ·
18 Borowski ·
19 Schneider ·
20 Podolski ·
21 Metzelder ·
22 Odonkor ·
23 Hildebrand ·
Coach: Klinsmann
1 Lehmann ·
2 Jansen ·
3 Friedrich ·
4 Fritz ·
5 Westermann ·
6 Rolfes ·
7 Schweinsteiger ·
8 Frings ·
9 Gómez ·
10 Neuville ·
11 Klose ·
12 Enke ·
13 Ballack  ·
14 Trochowski ·
15 Hitzlsperger ·
16 Lahm ·
17 Mertesacker ·
18 Borowski ·
19 Odonkor ·
20 Podolski ·
21 Metzelder ·
22 Kurányi ·
23 Adler ·
Coach: Löw